# 日立市立大沼小学校
日立市立大沼小学校（ひたちしりつ おおぬましょうがっこう）は、茨城県日立市東大沼町にある日立市立小学校。

## 概要
大沼小学校は、河原子小学校から分離して開校した。将来的には、河原子小学校との再統合が検討されている。

## 沿革

### 年表
- 1948年11月 - 多賀町立河原子小学校光仁寮教場が開設される[6]。
- 1949年4月 - 多賀町立河原子小学校大沼分教場が開設される[6]。
- 1951年
  - 4月6日 - 多賀町立大沼小学校・多賀第二中学校併設校として新設される[6][7]。
  - 10月 - 校舎落成・開校式が挙行される[6]。
- 1952年9月 - 校歌制定[6]。
- 1955年
  - 2月 - 多賀町と日立市が合併。日立市立大沼小学校となる[6]。
  - 4月 - 校章・校旗制定[6]。
- 1963年4月 - 日立市立泉丘中学校が新設され、大沼小学校・中学校が分離独立[6]。
- 1974年3月 - 第二校旗ができる[6]。
- 2007年10月 - 第5回全日本小学校ホームページ大賞 都道府県優秀校となる[6][8]。
- 2008年
  - 3月 - 平成19年度 21世紀・新しい時代の健康教育推進学校 優良校として表彰される[9]。
  - 9月 - 第6回全日本小学校ホームページ大賞 都道府県優秀校となる[6][10]。
- 2009年2月 - 平成20年度 21世紀・新しい時代の健康教育推進学校優良校として表彰される[11][6]。
- 2010年2月18日 - 平成21年度 21世紀・新しい時代の健康教育推進学校 優秀校として表彰される[12][13]。
- 2011年度 - 平成23年度体力づくり優秀賞を受賞[14]。
- 2012年度 - 平成24年度体力づくり優秀賞を受賞[15]。
- 2013年度 - 平成25年度体力づくり優秀賞を受賞[16]。
- 2014年度 - 平成26年度体力づくり優秀賞を受賞[17]。
- 2015年度
  - 茨城県環境保全功労者表彰を受賞[18]。
  - 平成27年度体力づくり優秀賞を受賞[19]。
- 2016年度 - 平成28年度体力づくり優秀賞を受賞[20]。
- 2017年度
  - 全国学校・園庭ビオトープコンクール2017 日本生態系協会賞を受賞[21]。
  - 平成29年度体力づくり優秀賞を受賞[22]。
- 2018年度 - 平成30年度体力づくり優秀賞を受賞[23]。
- 2019年6月12日 - 令和元年度地域環境保全功労者表彰を受賞[24]。
- 2019年度
  - 全国学校・園庭ビオトープコンクール2019 日本生態系協会賞を受賞[25]。
  - 令和元年度体力づくり優秀賞を受賞[26]。
- 2021年12月6日 - 全国学校・園庭ビオトープコンクール2021 日本生態系協会賞受賞[27]。
- 2021年度 - 令和3年度体力づくり優秀賞を受賞[28]。
- 2022年度 - 令和4年度体力づくり優秀賞を受賞[29]。
- 2024年度 - ラグビー体験授業、研究指定校に指定[30][31][32]。

## 主な時間割
・1年生は全ての曜日が5時間授業である。
・2年生は火曜日が6時間授業、それ以外は5時間授業である。
・3年生は月曜日、水曜日が5時間授業、それ以外は6時間授業である。
・4年生は、月曜日、委員会活動がある水曜日が5時間授業、それ以外が6時間授業である。
・5年生、6年生は全ての曜日が6時間授業である。
5時間授業時は14:50、6時間授業時は15:40下校。

## 校舎・設備等
校舎は体育館、本校舎、西校舎、東校舎に分かれている。一回の本校舎と西校舎を結ぶ接続通路に本昇降口、東校舎の1回東側に東昇降口がある。本校舎1階には職員室など、2階には1年生など、3階には6年生などの教室がある。西校舎1階にはしおのかやランチルーム、2階には2年生など、3階には4年生などの教室がある。東校舎1階には3年生や学童など、2階には5年生やまつかぜなど、3階には大沼スクールミュージアムなどがある。西校舎と東校舎を結ぶ2階の連絡通路は屋根がないことから、青空通路と呼ばれている。

## 児童会活動・クラブ活動など
- パソコンクラブ
- 卓球クラブ
- パンポンクラブ
- チャレンジクラブ
- 室内ゲームクラブ
- マンガクラブ
- 編み物・手芸クラブ
- 工作クラブ
- 実験クラブ
- 月に3回、水曜日の6時間目に活動する。

## 委員会
- 運営委員会
- 放送委員会
- スポーツ委員会
- 図書委員会
- ベルマーク委員会
- 給食委員会
- 栽培委員会

月に1回、水曜日の6時間目に活動する。

## ビオトープ
大沼小学校のビオトープは、生徒の生き物への関わり・観察を目的として作られた広場である。東側にはひたちBRTが走っていて、南には遊歩道がある。中央には池があり、池の周りには多くのイスが置かれている。南西の方向を見ると、校庭を一望することができる。現在は、大沼小学校の5年生が整備や掃除を行なっている。

## 大沼スクールミュージアム
大沼スクールミュージアムは、生徒が昔ながらの道具や生活を体験するために作られた体験施設である。多くの昔の道具が保管されている。和室では、昔遊びや百人一首やカルタの大会、琴の体験などが行われる。

## 通学区域
（出典：）
- 日立市大沼町1丁目1から30番、31から32番、34番1号、34番5から13号、35から37番
- 日立市金沢町1丁目12から22番
- 日立市東大沼町
  - 1丁目
  - 2丁目
  - 3丁目
- 日立市東金沢町

## 進学先中学校
- 日立市立泉丘中学校
- 日立市立河原子中学校

## 学区内の主な施設
- 大沼交流センター
- 自然公園
- 大沼小学校東（ひたちBRTのバス停）
- 大沼小学校前（茨城交通のバス停）

## 関係者

### 出身者
- 吉野俊郎（元ラグビー日本代表） - サントリー[35]
- 鈴木隆行（プロサッカー選手）-水戸ホーリーホック